# Eitorf (Eitorf)
Eitorf ist der Hauptort der gleichnamigen Gemeinde Eitorf im (rechtsrheinischen) Rhein-Sieg-Kreis in Nordrhein-Westfalen. Im Hauptort wohnen etwa 9980 Einwohner.
Zentrum des Ortes ist der Markt. Von dort zum nördlichen Siegufer in Kelters führt die Brückenstraße (Teil der Landesstraße 86). Sie beginnt an der Schmidtgasse. Erster Abzweig ist die Goethestraße. Danach folgt die Kreuzung mit der Landesstraße 333, Hochstraße und Bahnhofstraße. Nach dem Abzweig der Schulgasse folgt der Bahnübergang über die Siegstrecke, hinter dem auch der unterirdisch verlaufende Eipbach überquert wird. Nach dem Abzweig der Straße Am Eichelkamp folgt letztlich die Brücke über die Sieg, bevor die Brückenstraße an der Kelterser Straße (L 87) endet.

## Bauwerke
An der Brückenstraße befinden sich
- das denkmalgeschützte Haus Prinz Karl
- die Post
- die Grundschule Eitorf-Zentrum
- die Freiwillige Feuerwehr Eitorf
- die Hauptschule
- der Sportplatz Eitorf, das Ewald-Müller-Stadion
- das Siegtal-Gymnasium

### Ehemalige Bauwerke
- Polizeiwache in der abgerissenen Villa Max Gauhe
- die Schützenburg, niedergelegt
- Zigarrenfabrik Phillipps, eine Filiale der Aachener Zigarrenfabrik, heute Wohnsiedlung
- Freibad, heute Hermann Weber Bad mit Zugang von Am Eichelkamp

## Bildergalerie

Die Brückenstraße vom Keltersberg 1908
Hotel Prinz Karl
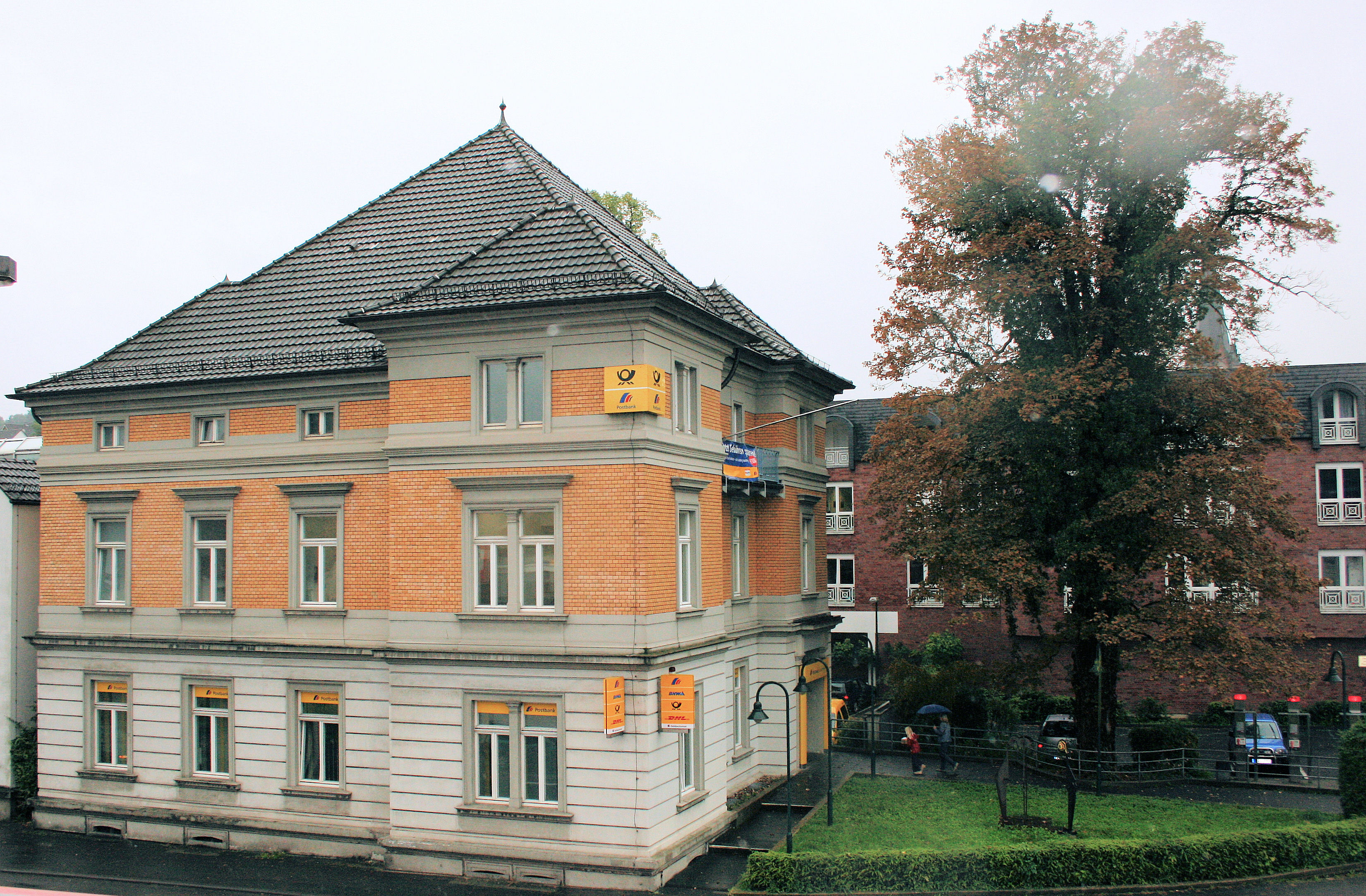
Die Post in der ehemaligen Villa Max Gauhe
Der ehemalige Kurpark mit der Schützenburg
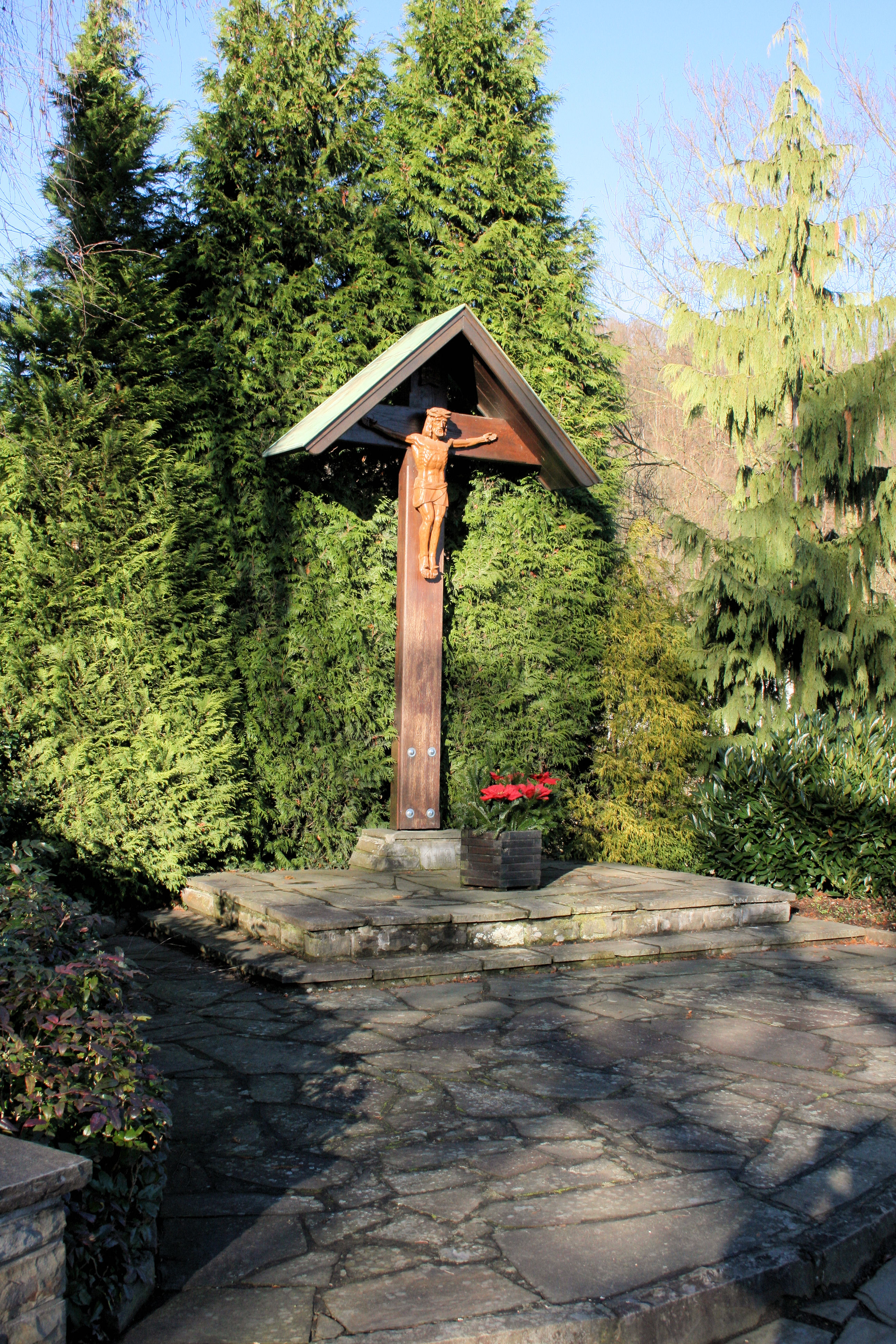
Das Prozessionskreuz vor der Brücke